# Epitélio gengival sulcular
O  Epitélio gengival sulcular ou  epitélio sulcular, o qual com saúde é de distribuição muito restrita, estende-se do epitélio oral para dentro do sulco gengival ladeando o dente. Este epitélio forma a parede externa dos 0,5 mm de profundidade do sulco gengival, a borda interna é formada pelo dente. Apicalmente, a borda do epitélio sulcular é a superfície do epitélio juncional. O epitélio sulcular é semelhante ao epitélio oral com exceção da falta de um extrato córneo. Esta falta de queratinização deu lugar a especulações de que o sulco gengival por essa razão é particularmente suscetível a influências de microrganismos.